# إريفيلتو
إريفيلتو هو لاعب كرة قدم برازيلي في مركز الهجوم، ولد في 7 أبريل 1982 في غوارولوس في البرازيل. لعب مع نادي برازيليا ونادي بوتافغو لكرة القدم ونادي ريو برانكو ونادي فلامنغو ونادي فلومينينسي دي فييرا ونادي قبله ونادي ناوتيكو.

## وصلات خارجية
- إريفيلتو على موقع قاعدة بيانات كرة القدم.إي يو (الإنجليزية)
- إريفيلتو على موقع Soccerway.com (الإنجليزية)